# Donald P. Bellisario

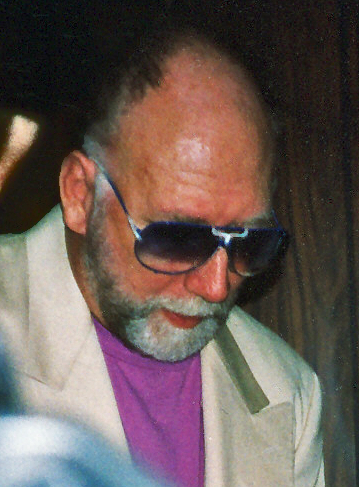
Donald P. Bellisario (1993)

Donald Paul Bellisario (* 8. August 1935 in Cokeburg oder North Charleroi, Pennsylvania) ist ein US-amerikanischer Drehbuchautor, Regisseur und Filmproduzent.

## Leben
Bellisario wurde 1935 im US-Bundesstaat Pennsylvania geboren. Seine Mutter Dana Lapcevic stammte aus Serbien und sein Vater Albert Bellisario aus Italien. Von 1955 bis 1959 diente er im United States Marine Corps. Dort lernte er 1958 auf der Marine Corps Air Station El Toro Lee Harvey Oswald, den späteren Mörder von John F. Kennedy kennen. Er erinnert sich, wie dieser einst auf dem Boden sitzend in der Prawda las und „kommunistisches Zeug“ erzählte. Bellisario und seine Kameraden maßen dem aber keine größere Bedeutung bei. Erst als er Oswalds Foto 1963 sah und erfuhr, dass dieser bei den Marines war, erinnerte Bellisario sich wieder schlagartig.
Er studierte Journalistik und arbeitete als Werbetexter, um später Vizepräsident einer großen Werbeagentur zu werden. 1975 ging er nach Hollywood, um dort in der Filmindustrie zu arbeiten. Sein Erfolg begann 1978, als er acht Drehbücher von Kampfstern Galactica und dann das Drehbuch für eine Folge von Pazifikgeschwader 214 schrieb und danach die Produktion der Serie übernahm.
Bellisario ist der Erfinder erfolgreicher Serien wie JAG, Navy CIS, Zurück in die Vergangenheit (engl. Quantum Leap), Tequila und Bonetti, Airwolf und Magnum (zusammen mit Glen A. Larson). Er zählt so zu den erfolgreichsten Serienautoren der Gegenwart – neben David E. Kelley, Stephen J. Cannell und Glen A. Larson
Am 2. März 2004 erhielt der Erfolgsproduzent einen Stern auf dem Hollywood Walk of Fame, welcher in einer Folge von JAG zu sehen ist. Neben Gastauftritten führte Bellisario auch des Öfteren Regie bei seinen Serien, die er in der Regel auch produziert. Außerdem baut er Familienmitglieder ein: So spielte sein Sohn Michael Bellisario als Midshipman Michael Roberts bei JAG mit und verkörperte Charles ‚Chip‘ Sterling bei Navy CIS. Tochter Troian Bellisario spielte außerdem Sarah McGee. Ihr Filmbruder Timothy McGees wird von Sean Murray verkörpert, Bellisarios Stiefsohn. Sein jüngerer Stiefsohn Chad W. Murray ist ebenfalls in der Produktion von Navy CIS beschäftigt und zudem in einer Serienfolge zu sehen. Zusätzlich ist sein Sohn David ein Produzent von JAG, Navy CIS und Navy CIS: L.A.
Im Jahr 2007 verließ Bellisario die Produktion von NCIS wegen Unstimmigkeiten mit Hauptdarsteller Mark Harmon. Obwohl er seitdem nicht mehr aktiv an der Produktion beteiligt ist, behielt er den Titel des ausführenden Produzenten. Seine Nachfolger wurden Chas. Floyd Johnson und Shane Brennan.
Donald P. Bellisario ist zum vierten Mal verheiratet und hat sieben Kinder.

## Filmografie (Auswahl)

### Als Drehbuchautor
- 1977: Big Hawaii (Fernsehserie, 1 Episode)
- 1977: Kojak – Einsatz in Manhattan (Fernsehserie, 1 Episode)
- 1977–1978: Pazifikgeschwader 214 (Fernsehserie, 6 Episoden)
- 1978–1979: Kampfstern Galactica (Fernsehserie, 11 Episoden)
- 1980–1985: Magnum (Fernsehserie, 20 Episoden)
- 1982: Die Himmelhunde von Boragora (Fernsehserie, 5 Episoden)
- 1984: Airwolf (Fernsehserie, 2 Episoden)
- 1988: Last Rites (Spielfilm)
- 1989–1993: Zurück in die Vergangenheit (Fernsehserie, 19 Episoden)
- 1992: Tequila und Bonetti (Fernsehserie, 1 Episode)
- 1995–2003: JAG – Im Auftrag der Ehre (Fernsehserie, 19 Episoden)
- 2002: First Monday (Fernsehserie, 3 Episoden)
- 2003–2007: Navy CIS (Fernsehserie, 16 Episoden)

### Als Regisseur
- 1979: Kampfstern Galactica (Fernsehserie, 1 Episode)
- 1980–1981: Magnum (Fernsehserie, 2 Episoden)
- 1984: Airwolf (Fernsehserie, 1 Episode)
- 1988. Last Rites (Spielfilm)
- 1989: Zurück in die Vergangenheit (Fernsehserie, 1 Episode)
- 1995–2003: JAG – Im Auftrag der Ehre (Fernsehserie, 8 Episoden)
- 2002: First Monday (Fernsehserie, 2 Episoden)
- 2003: Navy CIS (Fernsehserie, 1 Episode)